# Markusbrug
De Markusbrug (brug 284) is een voormalige brug in Amsterdam-Centrum. 
De verkeersbrug was gelegen in de Valkenburgerstraat en overspande de Houtkopersburgwal. De brug was vernoemd naar het Markenplein (dat sinds 2017 nog in kleinere vorm bestaat), de Markensteeg (gesloopt) en verwees naar het voormalige eilandje Marken ook wel Valkenburg genoemd. Er lag hier eeuwen een brug. 
Al op de kaart van Pieter Bast uit 1599 is de brug terug te vinden. Balthasar Florisz. van Berckenrode tekende niet veel later (1625) een dubbele ophaalbrug op de plek. Een eeuw later op de kaart van Gerard de Broen (1724) is er geen ophaalbrug meer te zien maar een vaste brug. Op de onderhoudslijst voor bruggen opgemaakt in 1913 staat dat brug 284 (Houtkoopersburgwal voor de Valkenburgerstraat) dateert uit 1843, een brug die van de hand kwam van Allard Cornelis Pierson, van het Stadsfabriekambt van de stad. Die brug moest in 1885 gerepareerd worden (watersloven). In 1925 is die dusdanig versleten dat er een nieuwe brug wordt ontworpen en neergelegd door de hoofdingenieur van de stad.
Het gebied ging eind jaren zestig bij de aanleg (van de toevoer) van de IJtunnel geheel op de schop. Straten, pleinen en bruggen verdwenen, zeker ook toen de Houtkopersburgwal geheel gedempt werd voor de bouw van het Maupoleum. De sloop van Brug 284 werd begeleid door de Dienst der Publieke Werken (opvolger van Stadsfabriekambt), omdat niet alleen de brug gesloopt moest worden, maar dat ook walmuren (tot op de paalfundering) en pijlers en landhoofden verwijderd moesten worden. De Houtkopersburgwal werd na de oplevering van dat gebouw weer gedeeltelijk uitgegraven, maar een brug ter plaatse was niet meer nodig. De Valkenburgerstraat sluit dan al naadloos aan op de Jodenbreestraat.
De brug zou een rol spelen in Altijd is Kortjakje ziek. 
<<< · 200 · 201 · 202 · 203 · 204 · 205 · 206 · 207 · 208 · 209 ·  210 · 211 · 212 · 213 · 214 · 215 · 216 · 217 · 218 · 220 · 221 · 222 · 223 · 224 · 225 · 226 · 227 · 228 · 228P · 229 · 230 · 231 · 232 · 233 · 234 · 235 · 236 · 237 · 238 · 239 ·  240 · 241 · 242 · 243 · 244 · 245 · 246 · 247 · 248 · 249 ·  250 · 251 · 252 · 253 · 254 · 255 · 256 · 257 · 258 · 259 · 260 · 261 · 262 · 263 · 264 · 265 · 266 · 267 · 270 · 271 · 272 · 273 · 274 · 275 · 277 · 278 · 279 · 280 · 281 · 283 · 285 · 286 · 287 · 288 · 289 · 290 · 291 · 292 · 293 · 295 · 296 · 297 · 298 · 299 · >>>
Brugnummers 219, 268, 269, 276, 282, 284, 294 zijn niet (meer) in omloop.